# Djibouti (sång)
Djibouti är det afrikanska landet Djiboutis nationalsång sedan landets frigörelse från Frankrike 1977. Musiken skrevs av Abdi Robleh och texten av Aden Elmi. 

## Text
Hinjinnee u sara kacaa
Calankaan harraad iyo
Haydaar u mudateen.
Hir cagaarku qariyayiyo
Habkay samadu tahayoo
Xiddig dhiig leh hoorshoo
Caddaan lagu hadheeyaay.
Maxaa haybad kugu yaal.

### Engelsk översättning
Arise with strength! For we have raised our flag,
The flag which has cost us dear
With extremes of thirst and pain.
Our flag, whose colours are the everlasting green of the earth,
The blue of the sky, and white, the colour of peace;
And in the centre the red star of blood.
Oh flag of ours, what a glorious sight!